# Troféu António Pratas
O Troféu António Pratas é uma competição de Basquetebol organizada pela Federação Portuguesa de Basquetebol.

## Finais
| Época   | Divisão                        | Final                          | Final         | Final                                     |
| Época   | Divisão                        | Vencedor                       | Resultado     | Finalista vencido                         |
| ------- | ------------------------------ | ------------------------------ | ------------- | ----------------------------------------- |
| 2007-08 | Proliga                        | Benfica                        | 76–58         | Física Torres Novas                       |
| 2008-09 | LPB                            | Ovarense - Académica - Benfica | Eliminatórias | Vagos - Física Torres Novas - CAB Madeira |
| 2008-09 | Proliga                        | Illiabum - Sampaense - Galitos | Eliminatórias | Maia Basket - Eléctrico - Seixal          |
| 2009-10 | LPB/Proliga organizaram juntas | Vitória de Guimarães           | 76–59         | Benfica                                   |
| 2010-11 | LPB                            | FC Porto                       | 68–59         | Ovarense                                  |
| 2010-11 | Proliga                        | Angra Basket                   | 73–69         | Barcelos                                  |
| 2011-12 | LPB                            | Benfica                        | 65–63         | FC Porto                                  |
| 2011-12 | Proliga                        | Illiabum                       | 81–80         | Eléctrico                                 |
| 2012-13 | LPB                            | Benfica                        | 71–44         | Académica                                 |
| 2012-13 | Proliga                        | Oliveirense                    | 81–64         | Maia Basket                               |
| 2013-14 | LPB                            | Ovarense                       | 65–62         | Sampaense                                 |
| 2013-14 | Proliga                        | Eléctrico                      | 56–54         | Dragon Force                              |
| 2014-15 | LPB                            | Benfica                        | 98–82         | Barcelos                                  |
| 2014-15 | Proliga                        | Dragon Force                   | 97–41         | Esgueira                                  |
| 2015-16 | LPB                            | Benfica                        | 76–48         | Oliveirense                               |
| 2015-16 | Proliga                        | Illiabum                       | 85–75         | Academia do Lumiar                        |
| 2016-17 | Proliga                        | Terceira Basket                | 69–53         | Vasco da Gama                             |
| 2017-18 | Proliga                        | Académica                      | 85-77         | Esgueira                                  |
| 2018-19 | Proliga                        | Académica                      | 83-69         | Barreirense                               |
| 2019-20 | Proliga                        | Imortal                        | 73-45         | Académica                                 |
| 2022-23 | Proliga                        | Portimonense SC                | 68-71         | Illiabum Clube                            |

## Desempenho por clube

### LPB
| Clube                | Vencedores | Finalistas vencidos | Épocas do vencedor                          | Épocas do finalista vencido |
| -------------------- | ---------- | ------------------- | ------------------------------------------- | --------------------------- |
| Benfica              | 5          | 1                   | 2008-09, 2011-12, 2012-13, 2014-15, 2015-16 | 2009-10                     |
| Ovarense             | 2          | 1                   | 2008-09, 2013-14                            | 2010-11                     |
| Académica            | 1          | 1                   | 2008-09                                     | 2012-13                     |
| FC Porto             | 1          | 1                   | 2010-11                                     | 2011-12                     |
| Vitória de Guimarães | 1          | 0                   | 2009-10                                     | —                           |
| Vagos                | 0          | 1                   | —                                           | 2008-09                     |
| Física Torres Novas  | 0          | 1                   | —                                           | 2008-09                     |
| CAB Madeira          | 0          | 1                   | —                                           | 2008-09                     |
| Sampaense            | 0          | 1                   | —                                           | 2013-14                     |
| Barcelos             | 0          | 1                   | —                                           | 2014-15                     |
| Oliveirense          | 0          | 1                   | —                                           | 2015-16                     |

### Proliga
| Clube                | Vencedores | Finalistas vencidos | Épocas do vencedor        | Épocas do finalista vencido |
| -------------------- | ---------- | ------------------- | ------------------------- | --------------------------- |
| Illiabum             | 3          | 0                   | 2009-10, 2012-13, 2016-17 | —                           |
| Académica            | 2          | 1                   | 2017-18, 2018-19          | 2019-20                     |
| Eléctrico            | 1          | 2                   | 2014-15                   | 2009-10, 2012-13            |
| Dragon Force         | 1          | 1                   | 2015-16                   | 2014-15                     |
| Benfica              | 1          | 0                   | 2008-09                   | —                           |
| Sampaense            | 1          | 0                   | 2009-10                   | —                           |
| Galitos              | 1          | 0                   | 2009-10                   | —                           |
| Angra Basket         | 1          | 0                   | 2011-12                   | —                           |
| Oliveirense          | 1          | 0                   | 2013-14                   | —                           |
| Terceira Basket      | 1          | 0                   | 2017-18                   | —                           |
| Imortal              | 1          | 0                   | 2019-20                   | —                           |
| Portimonense         | 1          | 0                   | 2022-23                   |                             |
| Maia Basket          | 0          | 2                   | —                         | 2009-10, 2013-14            |
| Física Torres Vedras | 0          | 1                   | —                         | 2008-09                     |
| Seixal               | 0          | 1                   | —                         | 2009                        |
| Barcelos             | 0          | 1                   | —                         | 2011-12                     |
| Esgueira             | 0          | 1                   | —                         | 2015-16                     |
| Academia do Lumiar   | 0          | 1                   | —                         | 2016-17                     |
| Vasco da Gama        | 0          | 1                   | —                         | 2017-18                     |
| Barreirense          | 0          | 1                   | —                         | 2018-19                     |
| Illiabum Clube       | 0          | 1                   |                           | 2022-23                     |